# بالاميديس
بالاميديس Palamedes /pæləˈmiːdiːz/ (ويسمى أيضاً Palamede, Palomides /pæləˈmaɪdiːz/ أو variant) هو أحد فرسان المائدة المستديرة في أسطورة آرثر. وهو وثني تحول إلى المسيحية في وقت لاحق من حياته، وحبه غير المتبادل لإيسلوت يجلب له مشاكل عديدة مع تريستان. والد بالاميديس هو الملك إسكلابور؛ إخوته سفير وسيغواريديس أيضاً ينضمون إلى المائدة المستديرة.

## التاريخ
أول ظهور لبالاميديس كان في نثر تريستان، في وقت مبكر من القرن الـ 13 الذي وسع أسطورة تريستان وإيسلوت. وقدم كفارس يقاتل من أجل يد إيسلوت في بطولة في أيرلندا؛ وخسر في نهاية المطاف على يد تريستان، الذي عفى عنه ولكنه حرم عليه حمل السلاح لمدة عام أو مواصلة حب إيسلوت مرة أخرى.
بعد حفل زفاف إيسلوت على الملك مارك، بالاميديس خادم ينقذ إيسلوت، برانغاين، وينضم إلى المائدة المستديرة ويشارك في عدة مبارزات مع تريستان التي في العادة ما تأجل أو تنتهي دون فائز واضح. في نهاية المطاف، يتصالحان، ولكنهم يتشاركون في علاقة حب-كراهية خلال بقية القصة.
يظهر بالاميديس في ما بعد دورة الفولجات، موت أرثر لتوماس مالوري، وحتى أنه أعطى أسمه إلى رومانسيته، البالاميديس. يتم أستخدام البالاميديس في مجموعة واسعة للكاتب الأيطالي روستيشيلو دا بيزا، وتفاصيل مغامرات جيلين من أبطال آرثر. بعض القصص تكشف خلفية بالاميديس: حيث كان والده ملك بابل الذي أرسل إلى روما حيث أنقذ حياة الإمبراطور؛ ثم يسافر إلى بريطانيا حيث ينقذ ويصادق الملك بيلينور.
تظهر العديد من الحكايات أيضاً بالاميديس كصائد وحش كويستسنغ، رجس يمكن للمختار فقط أن يقتله. الصيد المحبط وغير المثمر كالسعي وراء إيسلوت، وفي معظم الإصدارات يبقى غير مكتمل. ومع ذلك، في تحويل ما بعد الفولجات يتحول بالاميديس إلى المسيحية خلال دورة غرايل. يساعده كل من بيرسيفال و جالاهاد في نصب فخ للوحش في البحيرة، حيث يذبحه في النهاية. أنضم بالاميديس وسفير إلى لانسلوت بعد أتضاح علاقة الفارس العظيم مع الملكة غوينيفير؛ في نهاية المطاف يصاحب الإخوة لانسلوت إلى فرنسا، حيث يضع بالاميديس كدوق بروفنس. وفقاً لما ذكر ما بعد الفولجات، السير جاوين، الذي كان في يوم من الأيام صديقاً للسير بالاميديس، كان مضطراً لقتله بعد دورة غرايل لأن بالاميديس قتل الملك مارك، الذي قيل أنه قتل تريستان. تم استفزاز الملك مارك من قبل المشؤوم لقتل تريستان برمح بالاميديس.

الأسلحة المنسوبة حسب ميشال باستورو: Échiqueté d'argent et de sable

## في الثقافة الشعبية
في ذات مرة ومستقبل الملك للمؤلف ت.ه. وايت، يظهر بالاميديس (كسير بالاميديس) في الجزء الثاني، ملكة الهواء والظلام، كشريك باحث للملك بيلينور. (في النسخة الأصلية، الساحرة في الغابة، كان السير بالومايدز مدرسًا لأبناء الملك لوت). يحاول السير بالوميدس مساعدة بيلينور في سعيه إلى البحث عن الوحش ثم يفترض بأنه أكمل سعيه بنفسه. مثل بيلينور للمؤف وايت، السير بالوميدس هو شخصية كوميكس واسعة الأنتشار. تستحضر وفاته على يدي جاوينفي الجزء الرابع، الشمعة في الريح.
بالاميديس هو شخصية في سلسلة كتب أسرار نيكولاس فلاميل الخالدة، لمايكل سكوت. خلدت القصة الشاعر أليستر كراولي في التاريخ العالي للسير بالاميديس (نشرت في الاعتدال، المجلد 1، عدد 4، ملحق خاص).
مارسيل بروست يعطي اسم شخصية في البحث عن الزمن المفقود، حيث بالاميديس بارون دي تشارلوس.